# Vaejovis feti
Espèce
Vaejovis feti est une espèce de scorpions de la famille des Vaejovidae.

## Distribution
Cette espèce est endémique du Nouveau-Mexique aux États-Unis. Elle se rencontre dans le comté de Grant dans les Black Mountains.

## Description
La femelle holotype mesure 22,36 mm et le mâle paratype 17,40 mm.

## Étymologie
Cette espèce est nommée en l'honneur de Victor Fet.

## Publication originale
- Graham, 2007 : « Sky island Vaejovis: two new species and a redescription of V. vorhiesi Stahnke (Scorpiones: Vaejovidae). » Euscorpius, no 51, p. 1-14 (texte intégral).